# Trillerpfeife

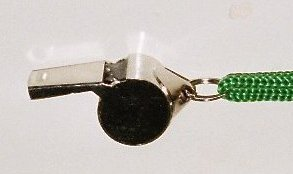
Trillerpfeife

Eine Trillerpfeife ist eine Pfeife, die als Signalinstrument zur Erzeugung und Weitergabe akustischer Signale und gelegentlich als Musikinstrument dient. Sie wird mit dem Mund und der Atemluft wie eine Kernspaltflöte angeblasen und erzeugt ein typisches Trillern.

## Funktion
Eine bewegliche Kugel im Resonanzraum einer hohen gedackten Pfeife erzeugt eine regelmäßig wiederkehrende Querschnittsveränderung, die sich in einer entsprechenden Tonhöhenänderung auswirkt. Dies wird auf Grund der menschlichen Hörfunktion als mindestens zwei gleichzeitig erklingende Töne mit eng nebeneinander liegender Tonhöhe erkannt. Das eigentlich erzeugte Schallereignis wird durch Interferenz und Dissonanz im Allgemeinen als unangenehm und somit signalwirkend empfunden.
Der Schalldruck einer Trillerpfeife kann – insbesondere bei Benutzung in Nähe des Ohres – bis an die Schmerzgrenze reichen und zu einer eventuell nicht mehr rückgängig zu machenden Schädigung des Hörorgans führen. Bei längerem Spielen ist daher die Verwendung von Ohrenstöpseln sinnvoll.

### Materialien
Trillerpfeifen werden aus Kunststoff, Holz oder Metall gefertigt.

### Verwendung als Signalinstrument
Trillerpfeifen werden unter anderem zum Geben verschiedener Signale beim Betrieb der Eisenbahn verwendet: Mit ihrer Hilfe signalisiert der Zugführer die unmittelbar bevorstehende Abfahrt des Zuges. Ebenso können beim Rangieren Signale und Befehle mit Pfeifsignalen gegeben werden.
Eine weitere Verwendung findet die Trillerpfeife beim Ballsport: Mit dem Anpfiff bzw. dem Abpfiff eröffnet bzw. beendet der Schiedsrichter ein laufendes Spiel zweier sportlicher Mannschaften gegeneinander. Erstmals im Ballsport wurde eine Pfeife im Juni 1884 in Neuseeland durch den Schiedsrichter William Atack (1857–1946) in einem Rugbyspiel eingesetzt, was zu der Zeit einer Sensation glich.
Polizeieinheiten nutzten früher und nutzen zum Teil noch heute die Trillerpfeife, um Signale zu geben. Mit der Pfeife kann z. B. Verstärkung angefordert werden. Außerdem können sich Polizisten, die einen Flüchtigen verfolgen, so gegenseitig ihre Positionen bekannt geben, um den Flüchtigen einzukreisen. Auch wenn in vielen Polizeieinheiten die Trillerpfeife als Kommunikationsmittel durch das Funkgerät abgelöst wurde, wird sie dennoch vereinzelt z. B. in der Regelung des Straßenverkehrs genutzt.
Noch heute wird die Trillerpfeife von militärischen Vorgesetzten genutzt um Signale, meist im Dienstbetrieb zur Ankündigung eines weiteren Kommandos, selten z. B. zum Angriff oder Ausweichen, weiterzugeben, da die Stimme zu leise und eine Funkverbindung häufig nicht zu allen Soldaten gegeben ist. Jedoch ist im Gefecht die Reichweite mit unter 100 m gering und erreicht selbst in Zugstärke nicht alle Soldaten.
Die Trillerpfeife kann genutzt werden, um in Notsituationen wie Seenot Aufmerksamkeit auf sich zu richten.
Auf Demonstrationen wird die Trillerpfeife häufig eingesetzt, um Forderungen Nachdruck zu verleihen und akustisch auf sich aufmerksam zu machen.

### Verwendung als Musikinstrument
Eine weitere Anwendungsmöglichkeit ist die Verwendung als Lärm-, Rhythmus- und Effektinstrument. Als Spielzeuginstrument wird sie auch von Kindern oft benutzt und bietet sich hier auch als ideale Ergänzung z. B. zu Maracas oder anderen lauten Rhythmusinstrumenten an, da man sie im Mund behalten kann und die Hände frei hat. Die leicht erlernbare Spielweise und der sehr günstige Preis der Instrumente (meist nur wenige Euro) hat auch mit zur hohen Verbreitung bei Kindern beigetragen.
Die in der Samba-Musik verwendete Apito ist eine spezielle Trillerpfeife, bei der zwei Löcher einzeln oder in Kombination geöffnet oder verschlossen werden können, um mehrere Töne zu erzielen. Die „normale“ eintönige Trillerpfeife lässt sich aber auch gut zum Spielen von Samba-Rhythmen verwenden.

## Schrillpfeife
In einigen Sportarten, bei denen ein sehr lautes Tonsignal vom Schiedsrichter ausgehen muss, wurde die Trillerpfeife durch eine sogenannte Schrillpfeife ersetzt. Solche Sportarten sind beispielsweise Wasserball: Hier hat der Spieler oft Wasser in den Ohren und hört dadurch schlechter. Weiterhin ist auch durch den Lärm der Zuschauer in den Schwimmhallen immer ein gewisser Grundpegel an Lautstärke vorhanden, der übertönt werden muss.
Die Schrillpfeife hat keinen beweglichen Körper im Resonanzraum. Sie erzeugt in nebeneinander liegenden und gleichzeitig angeblasenen Pfeifen verschieden hohe Einzeltöne, die ebenfalls durch Interferenz einen lauter empfundenen Gesamtklang erzeugen. Einige Schrillpfeifen-Modelle bringen aber nur einen einzelnen Einzelton ohne Interferenz hervor.
Wie die gewöhnlichen Trillerpfeifen lassen sich auch Schrillpfeifen als Lärm-, Rhythmus-, Effekt- und Spielzeuginstrumente verwenden.

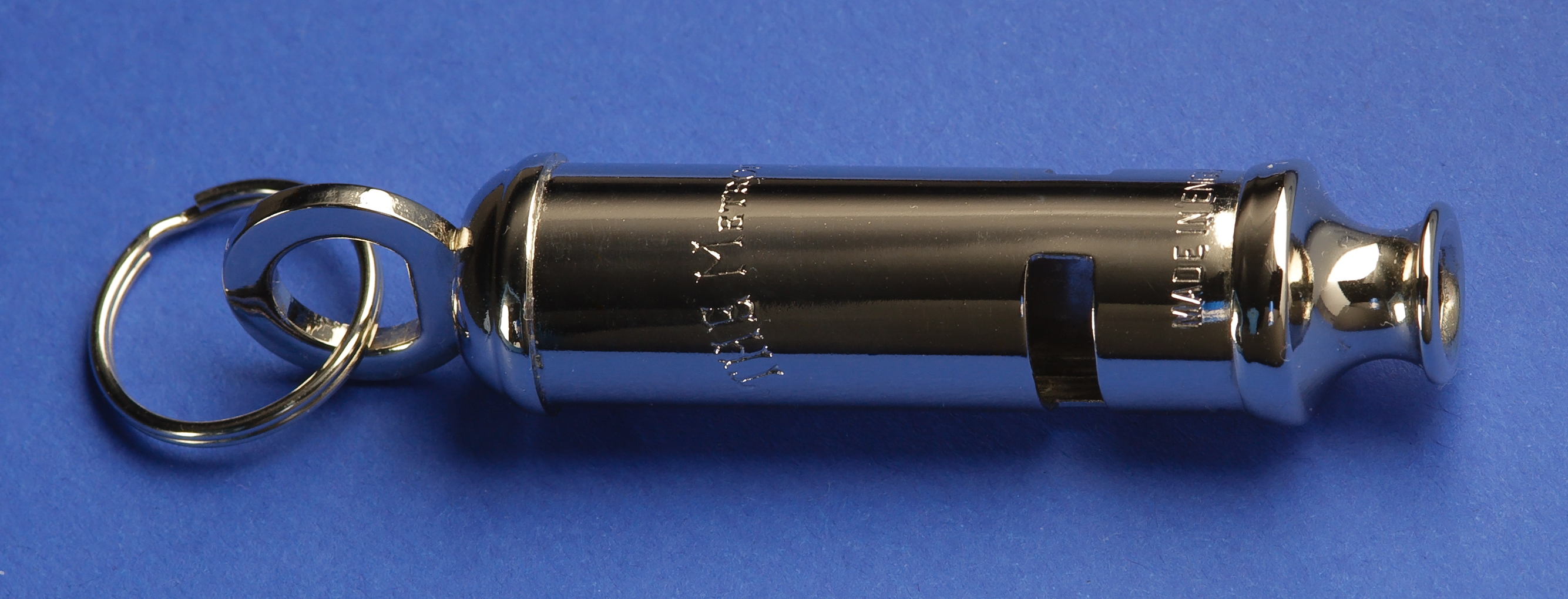
Bobbypfeife (The Metropolitan)
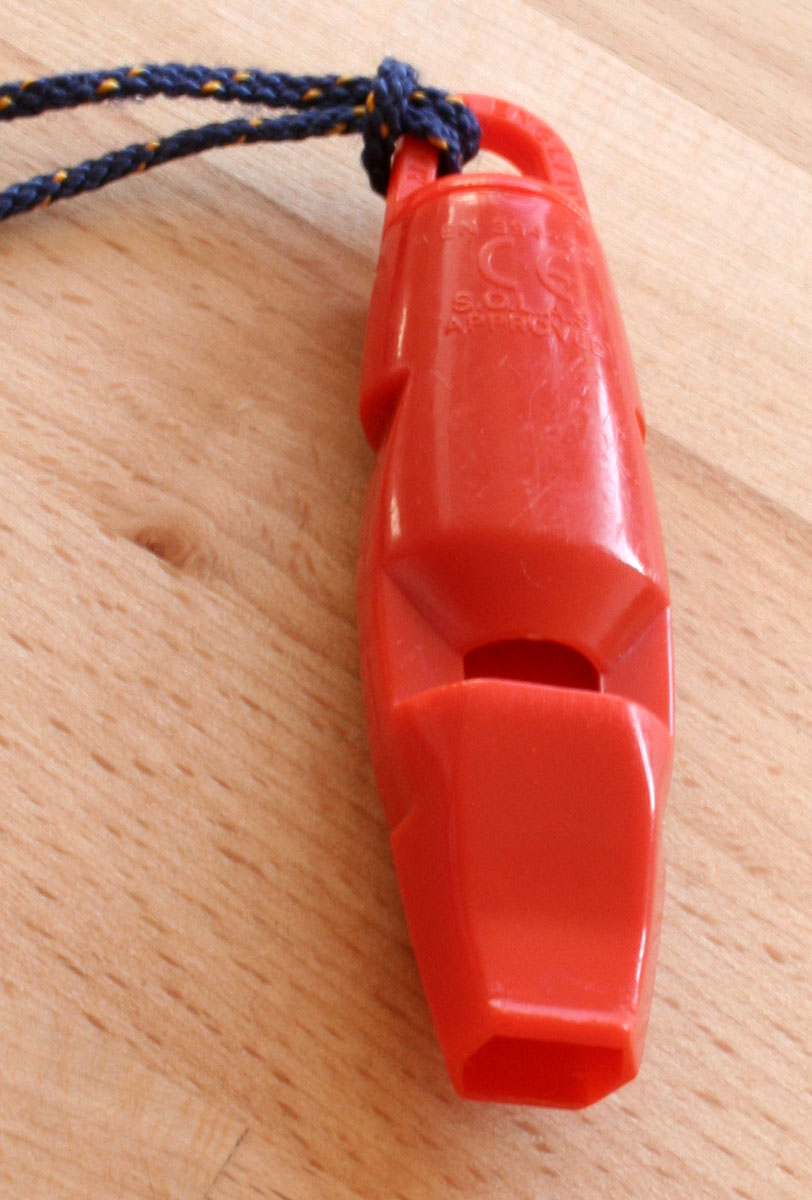
A. C. M. E. Survival